# 若林佑
若林 佑（わかばやし ゆう、7月8日 - ）は、日本の男性声優。山梨県出身。81プロデュース所属。

## 人物
趣味・特技はツーリング、サイクリング、ボールジャグリング。方言は甲州弁。

## 出演

### 劇場アニメ
2010年代
- PEACE MAKER 鐵 前篇『想道〜オモウミチ〜』（2018年、隊士）
- 魔法少女リリカルなのは Detonation（2018年、隊員）
- 劇場版 幼女戦記（2019年、兵士）
- 劇場版 誰ガ為のアルケミスト（2019年、塾講師）

2020年代
- 劇場版 Fate/Grand Order -神聖円卓領域キャメロット- 前編 Wandering; Agateram（2020年、粛正騎士）
- 映画 えんとつ町のプペル（2020年、町人）
- 私に天使が舞い降りた! プレシャス・フレンズ（2022年、射的屋のおじさん）
- 劇場版 PSYCHO-PASS サイコパス PROVIDENCE（2023年、行動課局員）
- デッドデッドデーモンズデデデデデストラクション（2024年、神鳴防衛大臣） - 前後章

### Webアニメ
- ベイブレードバースト ガチ（2019年、記者）
- Levius -レビウス-（2019年、アメジスト技師、観客）
- SDガンダムワールド 三国創傑伝（2019年、甘寧クロスボーンガンダム[6]）
- 攻殻機動隊 SAC_2045（2020年、施設スタッフ1）
- 魔神英雄伝ワタル 七魂の龍神丸（2020年、茶屋の店主）
- 幼女社長（2021年、サラリーマンA）
- リッチ警官キャッシュ!〜ゼロの事件簿〜（2021年、ポンド）
- トミカヒーローズ ジョブレイバー 特装合体ロボ（2024年、本部）

### ゲーム
2010年代
- アブナイ恋の捜査室〜Eternal Happiness - aura（2015年、如月父 他）
- クロノスブレイド（2016年、冥王ハデス 他）
- 実況パワフルプロ野球2018（2018年、土中実）
- ベイブレードバースト バトルゼロ（2018年、ノーマン・ターバー）
- デュエル・マスターズ プレイス（2019年、ギガルゴン、砕骨の刺客ゾルバス、ギガゾウル、鳴動するギガ・ホーン、孤高の願）

2020年代
- コードギアス 反逆のルルーシュ ロストストーリーズ（2022年）
- 悪魔執事と黒い猫（2023年、フィンレイ・グロバナー）
- ファイナルファンタジーVII リバース（2024年）
- ユニコーンオーバーロード（2024年、傭兵（タイプD）/ NPC）
- 聖剣伝説 VISIONS of MANA（2024年）

### 吹き替え

#### 映画
- アトミック・ブロンド (2017年)
- スーパーマリオ 魔界帝国の女神（2017年）※ソフト版
- アメリカン・アニマルズ（2019年、スペンサー）
- ガンズ・アキンボ （2021年、スタントン〈エドウィン・ライト〉）
- 密航者 (2021年)
- ナイトメア・アリー（2022年[9]）
- ヒットマンズ・ワイフズ・ボディガード（2022年）
- ドライブアウェイ・ドールズ（2024年、フロント男[10]）

#### ドラマ
- シー・ハルク:ザ・アトーニー（2022年、トッド / ハルク・トッド）

#### アニメ
- ボー・ピープはどこに?（2020年、男性）
- 整形水（2021年）
- モンスターズ・ワーク（2021年、スラッグ）

### ボイスオーバー
- にっぽん!歴史鑑定

### テレビ番組
- ゲキサカ JFA主催「エンジョイ5」（ナレーション）
- 釣りビジョン リレー番宣（ナレーション）
- ユーキャンビジネス講座（ナレーション）

### オーディオブック
- 天地明察（2015年、堀田正俊[11]）
- 真田十勇士（2016年、望月六郎[12]）
  - 参上、猿飛佐助
  - 決起、真田幸村
  - 激闘、大坂の陣
- 初恋芸人（2020年、橋本晃）
- ブラックボランティア（2020年、朗読[13]）
- 撃戦魔法士（2020年、黒色尉[14]）
- 九十九の空傘（2021年、カタナシ ほか[15]）
- ケモノガリ（2021年、村上先生、ミスター ほか）
- 眠れなくなるほど面白い 図解 自律神経の話（2021年、朗読[13]）
- 人生を逆転する10倍株入門（2021年、朗読[13]）
- 年率10%を達成する! プロの「株」勉強法（2021年、朗読[13]）
- 奇械仕掛けのブラッドハウンド（2021年、斉賀鍵基 ほか[16]）
- 剣と魔法の税金対策（2022年、ロコモコ王 ほか[17]）
- むしめづる姫宮さん（2022年、桑原武史 ほか[17]
- 現実でラブコメできないとだれが決めた?（2024年、オーナー＋校長ほか[18]）

### デジタルコミック
- ブラックジャックによろしく（2013年[19]）
- いじめ 〜いびつな心〜（2019年、祐美の父）
- リッチ警官 キャッシュ!（2020年、ポンド[20]）
- はるお嬢さま、恋のお時間です!（2020年、学園長ピエール[21]）
- RIRIA -伝説の家政婦-（2020年、友梨の父[22]）
- 予言のナユタ（2021年、市民[23]）
- 公女殿下の家庭教師（2021年、ワルター[24]）
- デブとラブと過ちと!（2022年、夢子の父）
- 家政夫のナギサさん（2022年、同僚）

### シリーズ一覧
1. ↑  第1期（2015年）、第2期『ギアースクライシス編』（2015年 - 2016年）
2. ↑  第1期（2016年）、第2期『2』（2017年）、第3期『3』（2024年）
3. ↑  特別編『-First Order-』（2016年）、テレビシリーズ『-絶対魔獣戦線バビロニア-』（2019年）
4. ↑  第3期『NEW GENERATION』（2017年）、第4期『GLORY LINE』（2018年）、第5期『LIMIT BREAK』（2022年 - 2023年）
5. ↑  シーズン1（2017年）、シーズン2（2018年）
6. ↑  Season1（2017年）、Season2『アイビー』（2018年）
7. ↑  第1期（2017年）、第2期『2』（2021年）
8. ↑  第1期（2018年）、第2期『SEASON2』（2021年）
9. ↑  第1シリーズ（2018年）、第2シリーズ（2020年）
10. ↑  第1期（2018年）、第2期『クライシス』（2019年）
11. ↑  第1期（2019年）、第2期（2021年）
12. ↑  第1期（2019年）、第2期『弐ノ章』（2020年）
13. ↑  『ましゅまいれっしゅ!!』（2020年）、『STARS!!』（2021年）
14. ↑  第1シリーズ（2021年）、第2シリーズ（2022年 - 2023年）
15. ↑  シーズン1（2021年）、シーズン2（2022年）
16. ↑  第1期（2022年 - 2023年）、第2期『決闘学園編』（2023年 - 2024年）
17. ↑  第1クール（2023年）、第2クール（2024年）
18. ↑  第1期（2023年）、第2期（2024年）
19. ↑  1st Season（2023年）、2nd Season（2024年）
20. ↑  第1期（2023年）、第2期（2025年）
21. ↑  第一部『世直し姉弟編』（2024年）、第二部『千魔混沌編』（2024年）
22. ↑  前章（2024年）、後章（2024年）

### 初出話一覧
1. 1 2  第17話初出
2. 1 2 3 4 5 6 7 8  第1話初出
3. 1 2  第46話初出
4. 1 2 3 4 5  第2話初出
5. 1 2  第12話初出
6. 1 2 3  第13話初出
7. ↑  第一部 第1話初出
8. ↑  第一部 第7話初出
9. ↑  第二部 第5話初出
10. ↑  第二部 第15話初出
11. ↑  第49話初出
12. ↑  32シリーズ 第26話初出
13. 1 2  第5話初出
14. 1 2 3  第9話初出
15. 1 2 3 4  第7話初出
16. 1 2  第10話初出
17. 1 2 3  第3話初出
18. 1 2  第18話初出
19. ↑  第28話初出
20. 1 2 3 4 5  第8話初出
21. 1 2  第24話初出
22. 1 2  第11話初出
23. 1 2 3 4 5  第6話初出
24. 1 2  第16話初出
25. 1 2  第4話初出
26. ↑  第14話初出